# コーアツ
株式会社コーアツは、兵庫県伊丹市に本拠を置くガス系消火設備の企業。「火災から人命・財産を守る」を標榜している。ガス系消火設備では国内トップシェアを誇る。

## 事業内容
ガス系消火設備の研究開発、生産、設計、施工、メンテナンスまで一貫して行っている。
環境配慮型ハロゲン化物消火薬剤「FK-5-1-12」向けの壁面取付タイプ及び天井面取付タイプの大口径静音型噴射ヘッドを世界で初めて製品化した企業である。

## 沿革
創業は戦前で、創業者・野副孝二が炭酸ガスを使った消火設備を開発・製造していた。当時は帝国海軍の空母『龍驤』にも消火設備を納入していたという。
- 1951年 - ガス系消火設備メーカ「高圧瓦斯工業株式会社」を創立
- 1955年 - 火力発電機用ガス供給装置を販売開始
- 1966年 - 粉末消火設備を販売開始
- 1971年 - ハロン1301消火設備を開発、販売開始
- 1986年 - ハロン1301消火設備で米国UL規格を取得
- 1991年 - 「株式会社コーアツ」に社名変更
- 1993年 - M型バルブで通商産業大臣認定を取得
- 1995年 - 消火システムNN100を開発、販売開始
- 1995年 - 消火システムNF1300、消火システムNF227を販売開始
- 2000年 - ISO9001認証取得（伊丹工場、技術部門等）
- 2003年 - 消火システムNN100で米国UL規格を取得
- 2004年 - 消火システムNE-1を開発、販売開始
- 2005年 - 消火システムNE-1総務大臣認定第1号を取得
- 2006年 - 消火システムNE-1で消防庁長官表彰を受賞
- 2008年 - 滋賀研究所内に消火実験棟/研修センターを建設
- 2013年 – 消火システムNN100 2分放出システム及び静音形ノズル米国UL規格追加取得
- 2017年 – ガス系消火設備 充満表示灯 LuxCi (ルクシィ)でグッドデザイン賞を受賞、兵庫県よりひょうごオンリーワン企業の認定を受ける[2]
- 2018年 – 兵庫県三田市に三田工場を建設し、生産拠点を伊丹市から移転
- 2018年 - 充満表示灯 LuxCi (ルクシィ)でグッドデザイン賞を2年連続受賞および平成30年度消防防災科学技術賞優秀賞を受賞

## 事業所一覧
- 本社（兵庫県伊丹市）
- 滋賀研究所（滋賀県湖南市）
- 東京支社（東京都千代田区）
- 名古屋支社（愛知県名古屋市）
- 大阪支社（兵庫県伊丹市）
- 三田工場（兵庫県三田市）
- 関東流通センター（茨城県守谷市）
- 関西流通センター（滋賀県湖南市）

## グループ会社
- 株式会社コーアツコンストラック
- 城北防災有限会社
- 株式会社創設備